# Stojan Titelbah
Stojan Titelbah (en serbe cyrillique : Стојан Тителбах ; né en 1877 à Belgrade et mort en 1916 à Corfou) était un architecte serbe d'origine tchèque.

## Œuvres

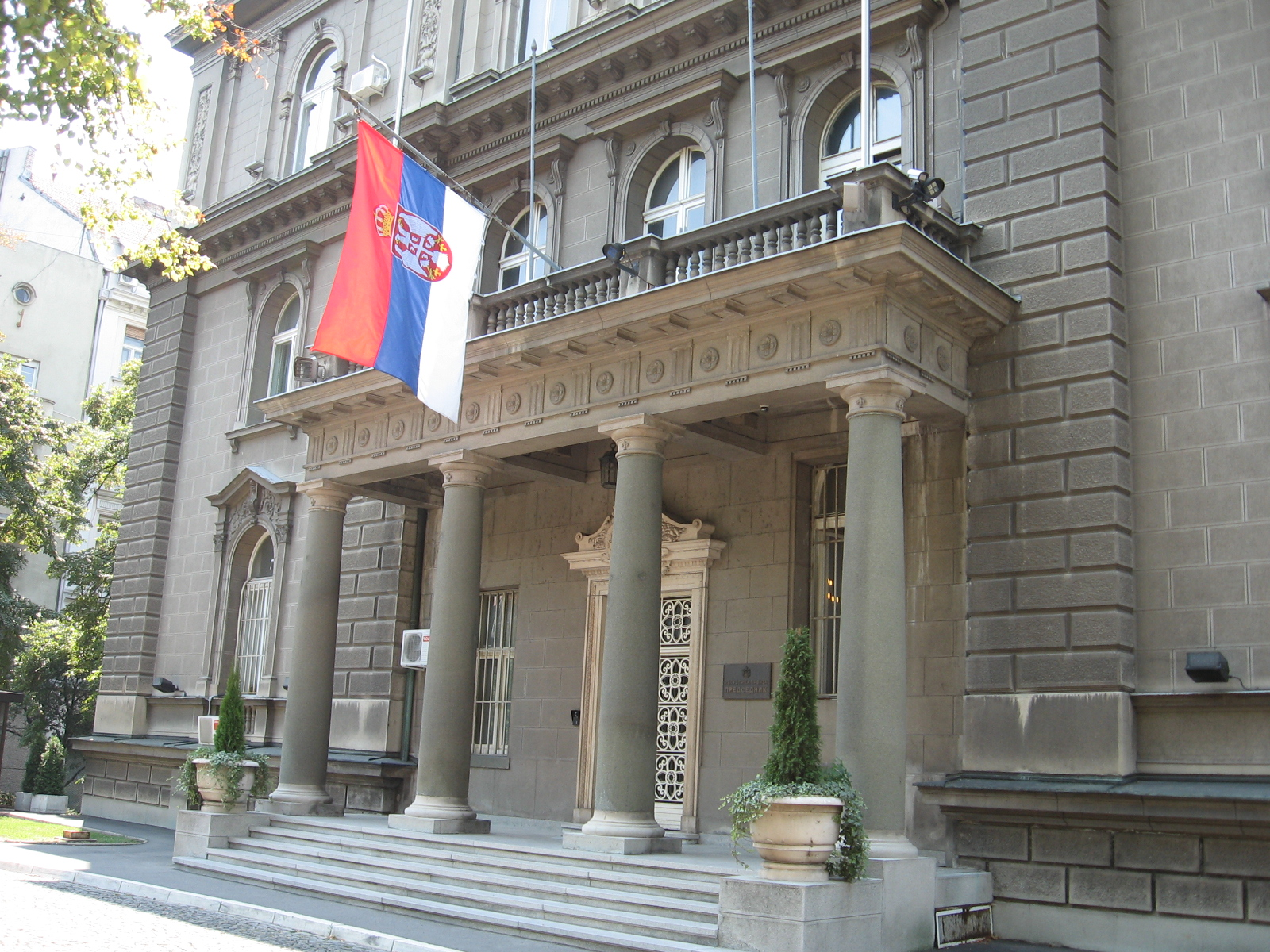
Le Novi dvor

Parmi ses réalisations les plus célèbres, on peut citer :
- la maison de Mihailo Popović (, à Belgrade) ; la façade de l'édifice est totalement Art nouveau ; la maison est inscrite sur la liste des biens culturels de la ville de Belgrade[1].
- le Novi dvor, construit entre 1911 et 1922 ; la première pierre de l'édifice fut posée le 14 septembre 1891 par le roi Pierre Ier de Serbie, commanditaire de l'ouvrage ; les plans d'origine sont de Stojan Titelbah et l'ensemble est caractéristique du style académique, avec des éléments empruntés à la Renaissance et à l'architecture baroque.